# Пілієв Костянтин Григорович
Костянти́н Григо́рович Пілі́єв (нар. 28 лютого 1983, м. Білицьке, Донецька область, СРСР) — український важкоатлет, бронзовий призер чемпіонату Європи з важкої атлетики. Учасник Олімпійських ігор (2012). Майстер спорту міжнародного класу.

## Біографія
Костянтин Пілієв народився у невеличкому містечку Білицьке, що на Донеччині. Визначними досягненнями у юнацькому спорті не відзначався. Перший серйозний успіх прийшов до Пілієва у 2005 році на чемпіонаті Європи з важкої атлетики у Софії — Костянтин з сумарним результатом 380 кг (170+210) здобув «бронзу» до скарбнички української збірної.
У 2006 році на чемпіонаті світу у Санто-Домінго українському важкоатлету вдалося покращити свій торішній результат (385 кг (171+214)), але цього виявилося недостатньо навіть для потрапляння до чільної п'ятірки. Зважаючи на те, що усі призери підняли однакову вагу, яка лише на 7 кг перевищила показники Пілієва, шосте місце Костянтина виглядало як прикра випадковість. Втім, цей результат, як виявилося потім, став найкращим у кар'єрі українця на чемпіонатах світу з важкої атлетики. У жодному з наступних світових змагань Пілієв так і не підійнявся вище 11 сходинки.
На континтальних першостях справи в українського спортсмена йшли значно краще. У 2007 році він посів 6-те місце на Чемпіонаті Європи у Страсбурзі з результатом 379 кг (166+213), а наступного року на змаганнях у Ліньяно-Сабб'ядоро лише 2 кг відділили його від бронзової нагороди (382 кг (170+212)).
У 2012 році Костянтин Пілієв здобув право представляти збірну України на Олімпійських іграх у Лондоні у ваговій категорії до 94 кг, де посів 12 місце.

## Досягнення
- Бронзовий призер Чемпіонату Європи (1): 2005
- Учасник Олімпійських ігор (1): 2012
- Майстер спорту України міжнародного класу